# Nema me (2007.)
Nema me (eng. I'm Not There) je biografski film o Bobu Dylanu redatelja Todda Haynesa. Redatelj je, kako bi prikazao Dylana angažirao čak 6 glumaca. Film otvara poznata motoristička nesreća iz 1966., otkad Dylanov život ide naprijed - nazad. Dylanov život, podijeljen na 6 tematskih jedinica u kojima ga prikazuje 6 različitih glumaca u 6 različitih identiteta, zasigurno je zanimljiv predložak za scenarij. Film je blagoslovio i sam Dylan.

## Nagrade
- Dobio Zlatni globus za najbolju sporednu žensku ulogu (Cate Blanchett)
- Nominiran za nagradu BAFTA i Oscar u istoj kategoriji